# SKF

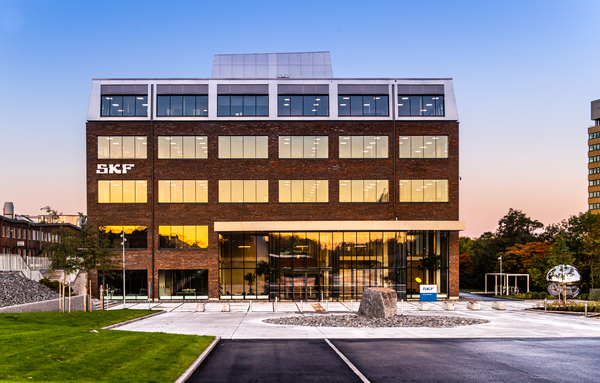
스웨덴 예테보리의 SKF 본사

SKF(Svenska Kullagerfabriken)는 스웨덴 예테보리에 1907년 설립된 베어링 및 씰 제조 기업이다. 이 기업은 베어링, 씰, 윤활유, 윤활 시스템, 정비 제품, 기전공학 제품, 송전 제품, 상태 모니터링 시스템 및 관련 서비스를 세계적으로 제조하고 공급한다.
SKF는 세계 최대의 베어링 제조업체이며 직원 수는 108개 제조단위에서 44,000명이다. SKF는 스웨덴 최대의 기업 중 하나이며 세계에서 최대 공기업 중 하나로 꼽힌다.